# Specie di Jacobaea
Elenco delle 65 specie di  Jacobaea:

## A
- Jacobaea abrotanifolia  Moench
- Jacobaea adonidifolia (Loisel.) Pelser & Veldkamp
- Jacobaea alpina (L.) Moench
- Jacobaea ambigua (Biv.) Pelser & Veldkamp
- Jacobaea ambracea (Turcz. ex DC.) B.Nord.
- Jacobaea analoga (DC.) Veldkamp
- Jacobaea andrzejowskyi (Tzvelev) B.Nord. & Greuter
- Jacobaea aquatica (Hill) G.Gaertn., B.Mey. & Scherb.
- Jacobaea auricula (Bourg. ex Coss.) Pelser

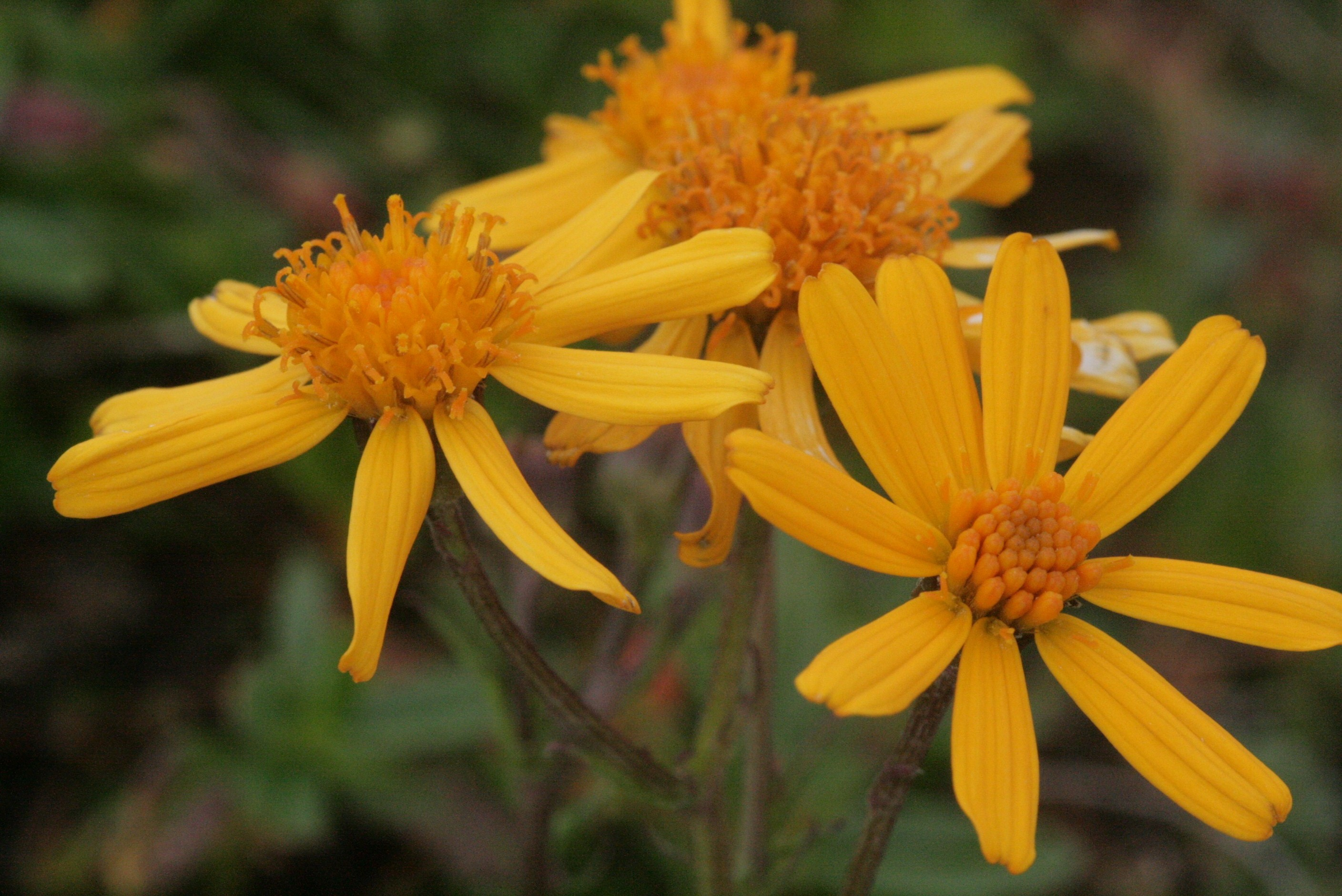
Jacobaea abrotanifolia
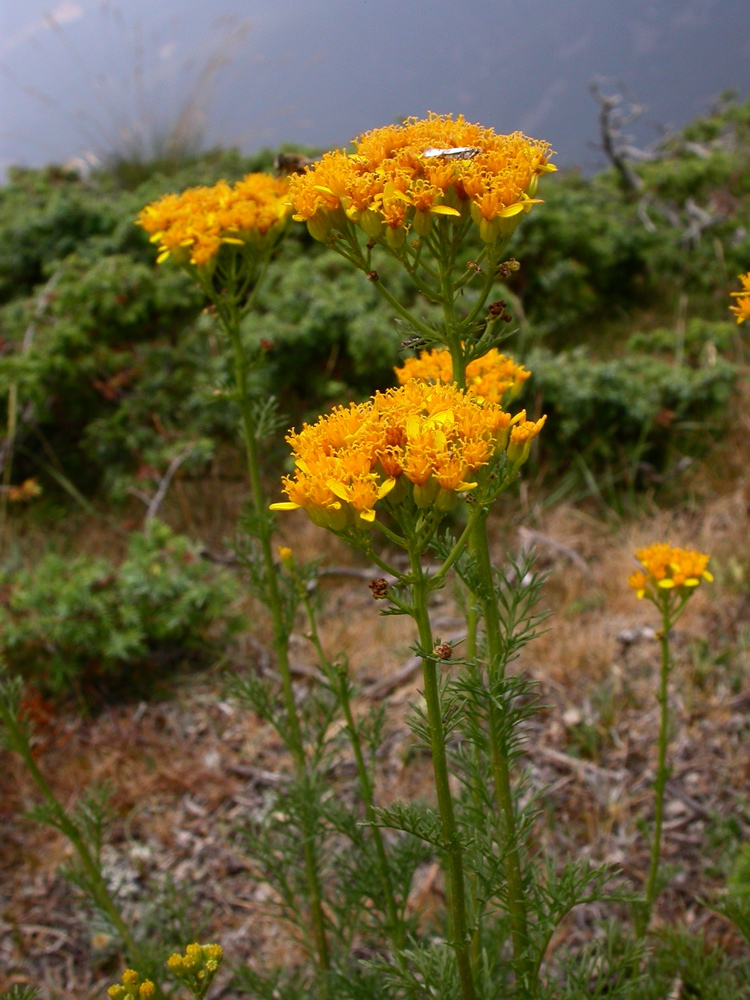
Jacobaea adonidifolia
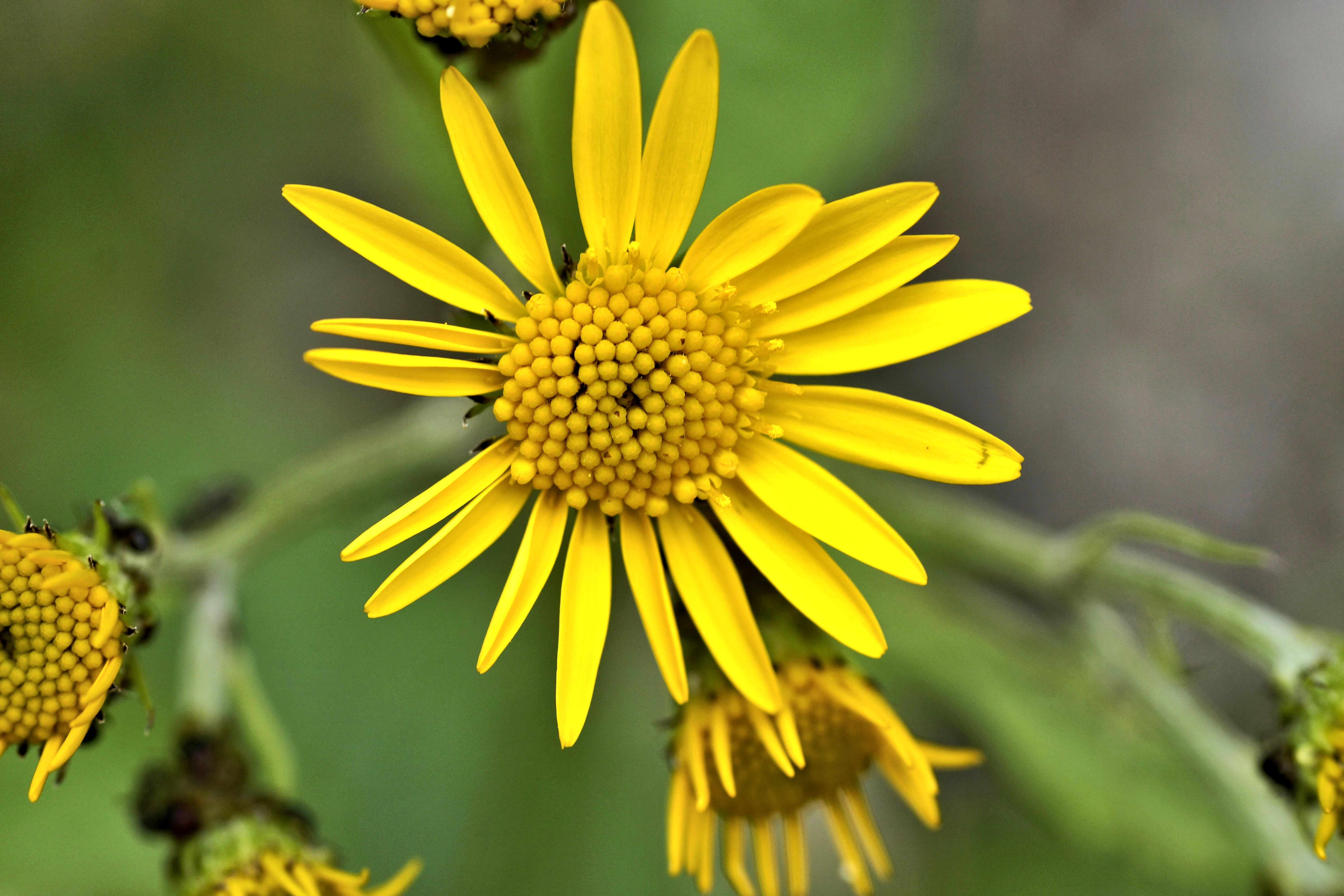
Jacobaea alpina
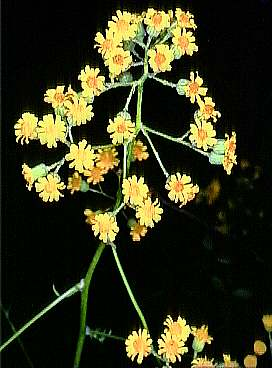
Jacobaea ambigua
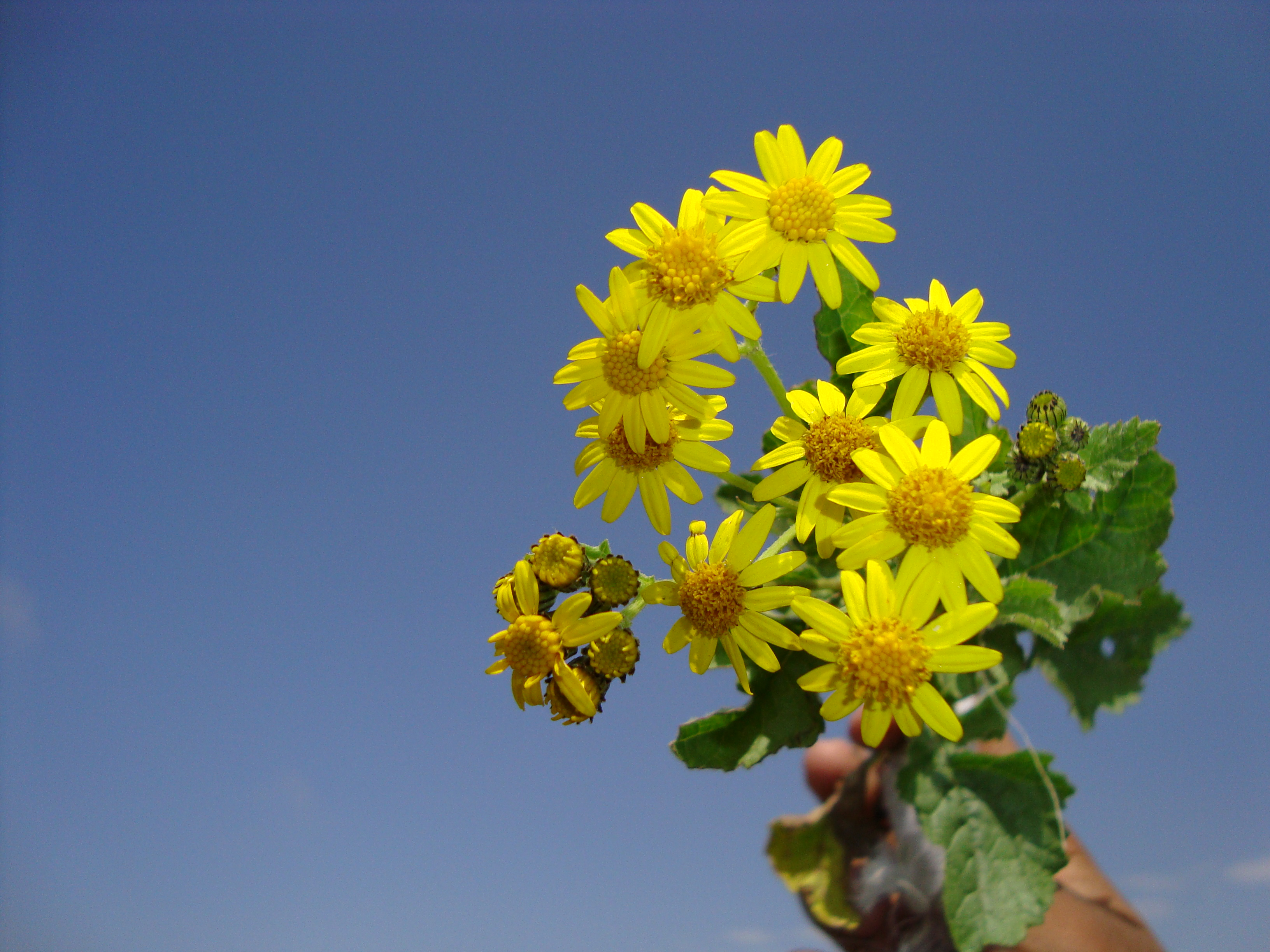
Jacobaea analoga
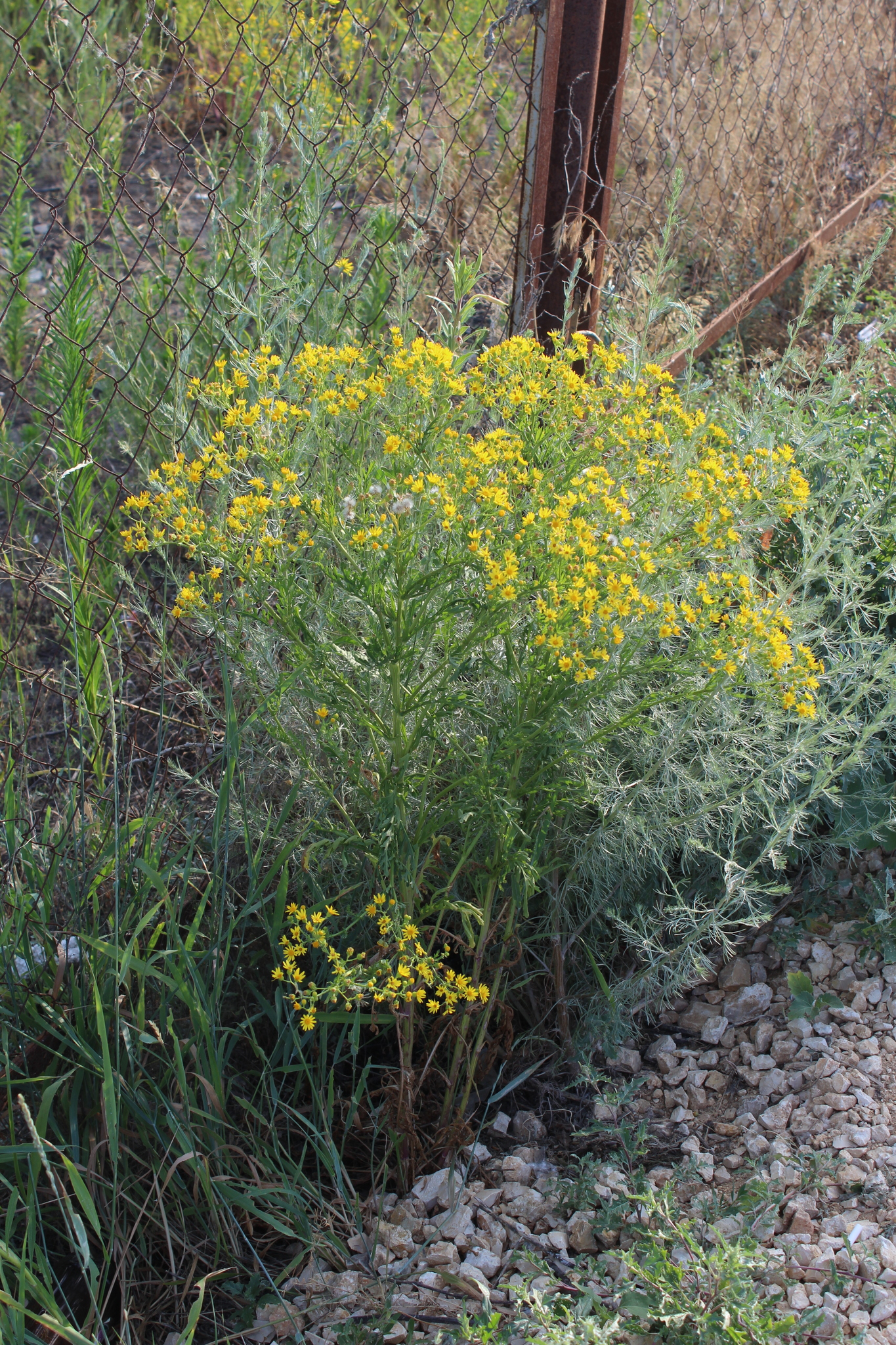
Jacobaea andrzejowskyi
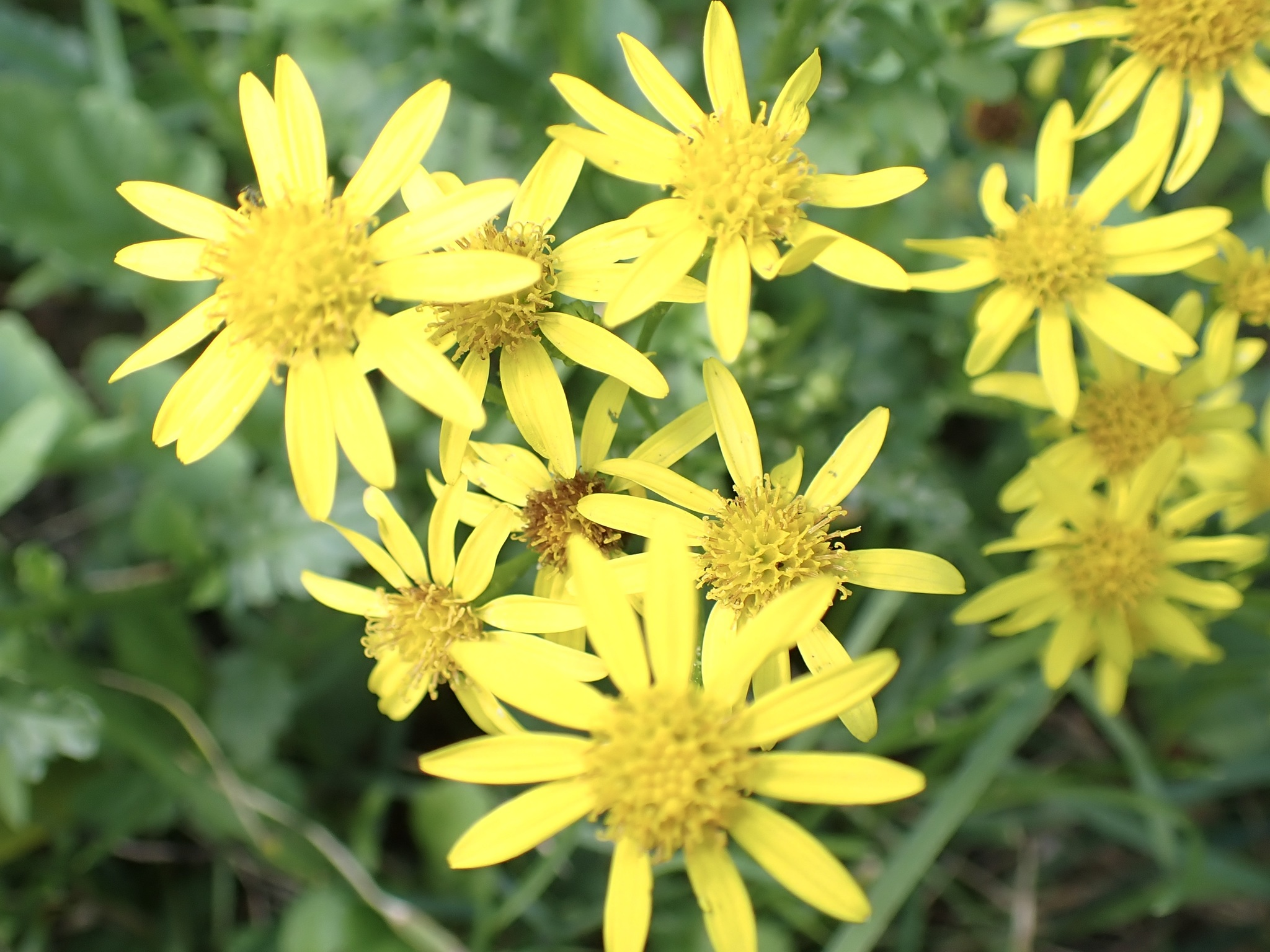
Jacobaea aquatica
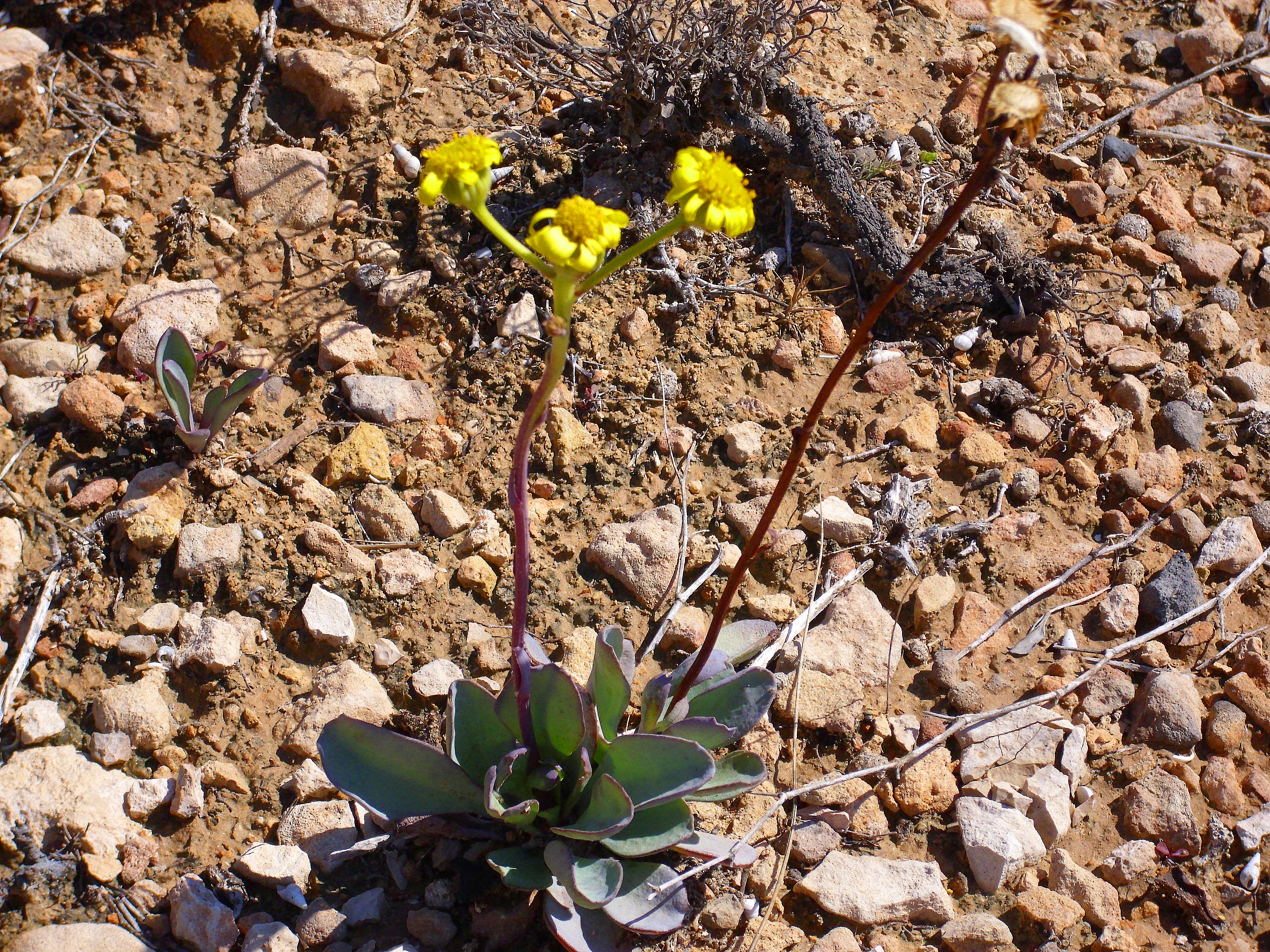
Jacobaea auricula

## B
- Jacobaea boissieri (DC.) Pelser
- Jacobaea borysthenica (DC.) B.Nord. & Greuter
- Jacobaea buschiana (Sosn.) B.Nord. & Greuter

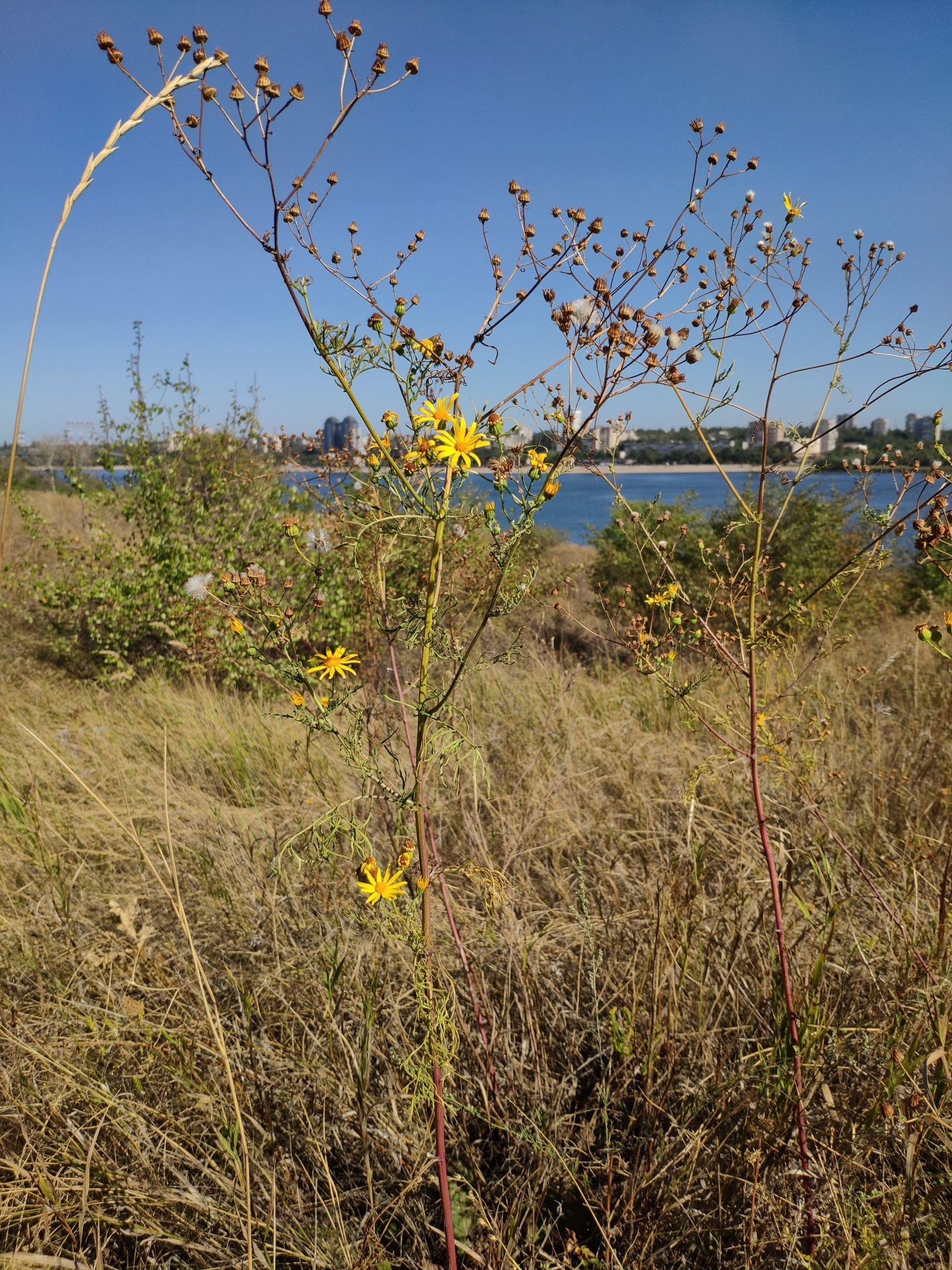
Jacobaea borysthenica

## C
- Jacobaea candida (C.Presl) B.Nord. & Greuter
- Jacobaea cannabifolia (Less.) E.Wiebe
- Jacobaea carniolica (Willd.) Schrank
- Jacobaea chassanica (Barkalov) A.E.Kozhevn.
- Jacobaea cilicia (Boiss.) B.Nord.

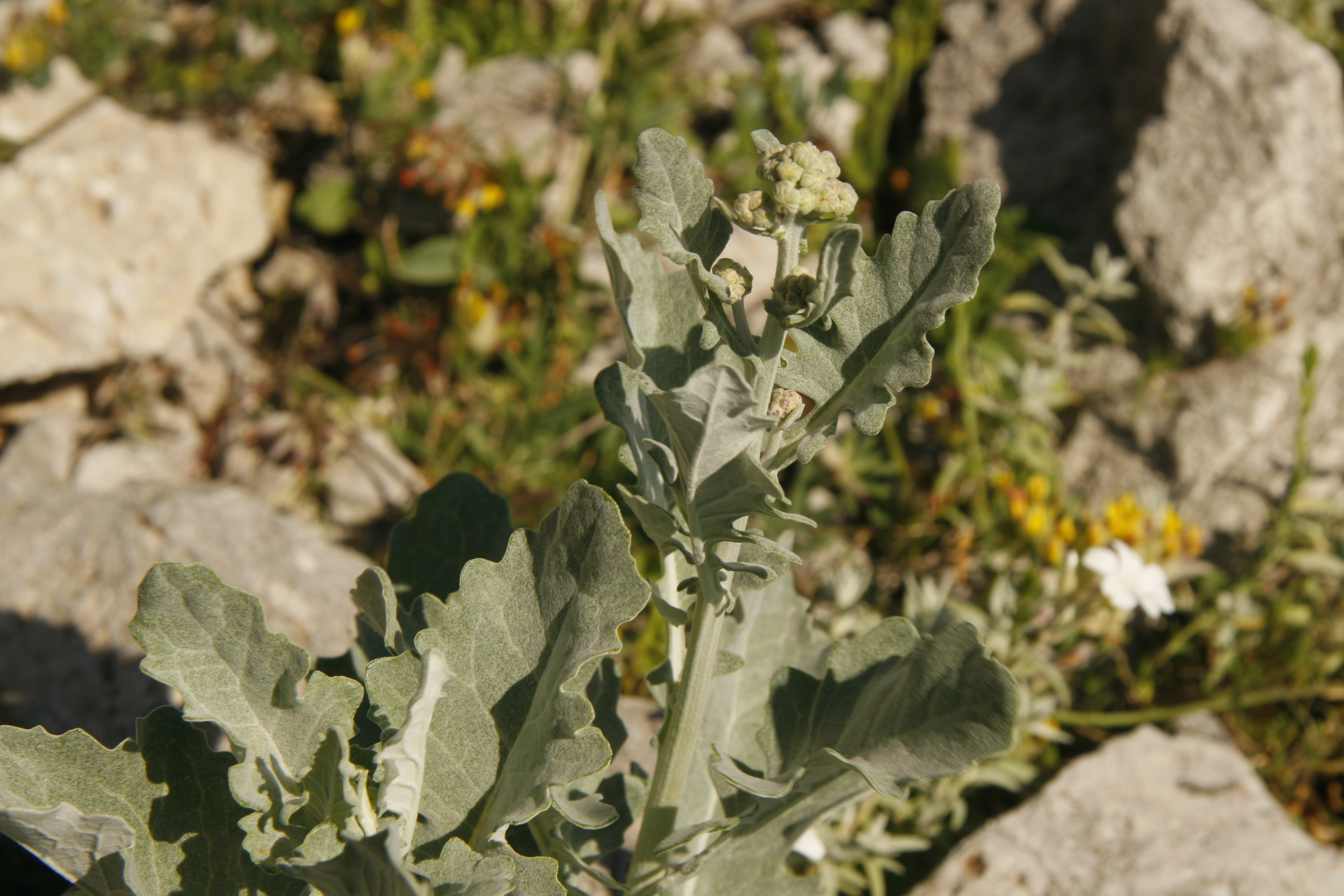
Jacobea candida

## D
- Jacobaea delphiniifolia (Vahl) Pelser & Veldkamp
- Jacobaea disjuncta (Flatscher, Schneew. & Schönsw.) Galasso & Bartolucci

## E
- Jacobaea echaeta (Y.L.Chen & K.Y.Pan) B.Nord.
- Jacobaea erratica (Bertol.) Fourr.
- Jacobaea erucifolia (L.) G.Gaertn., B.Mey. & Scherb.

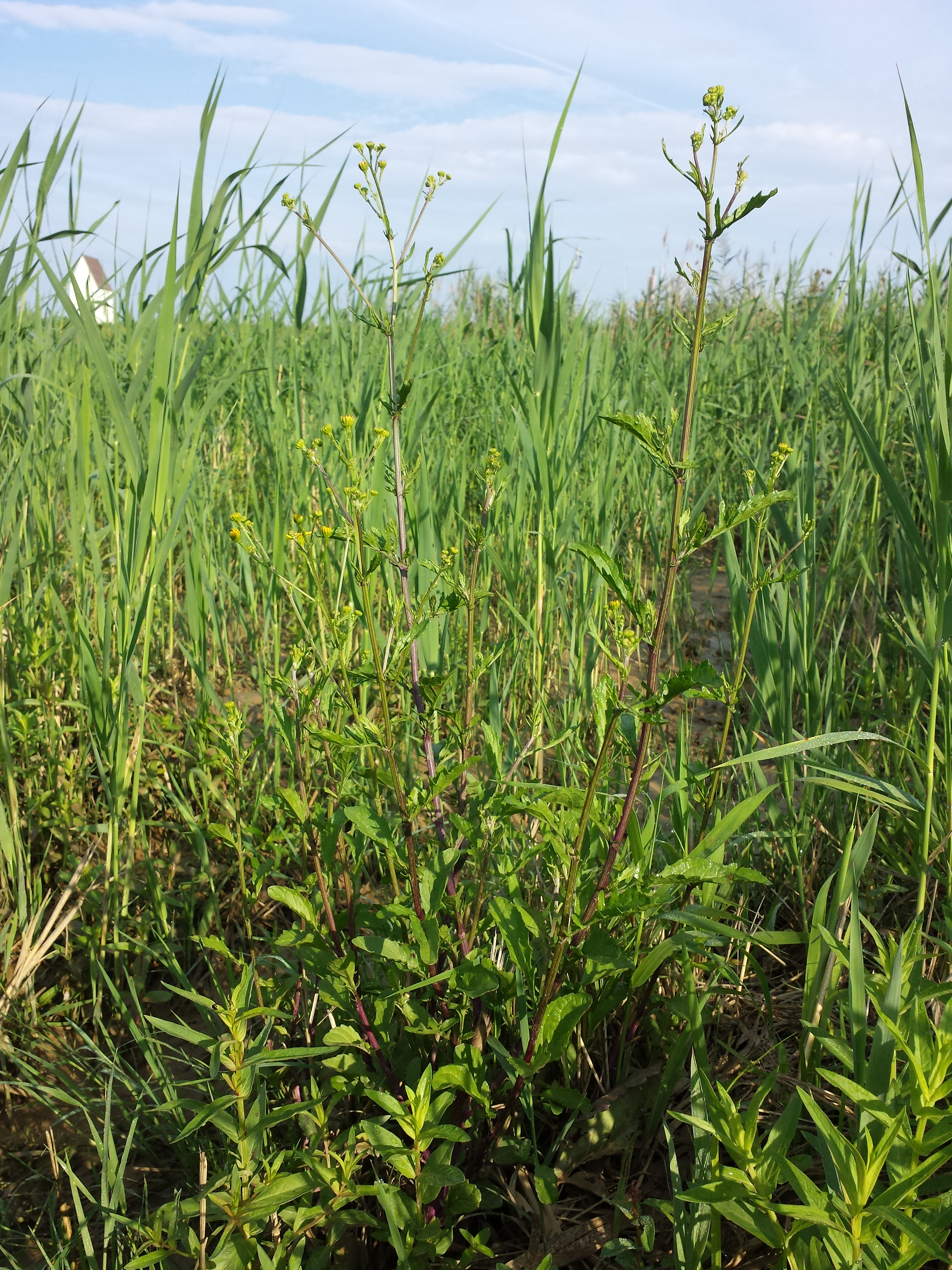
Jacobaea erratica
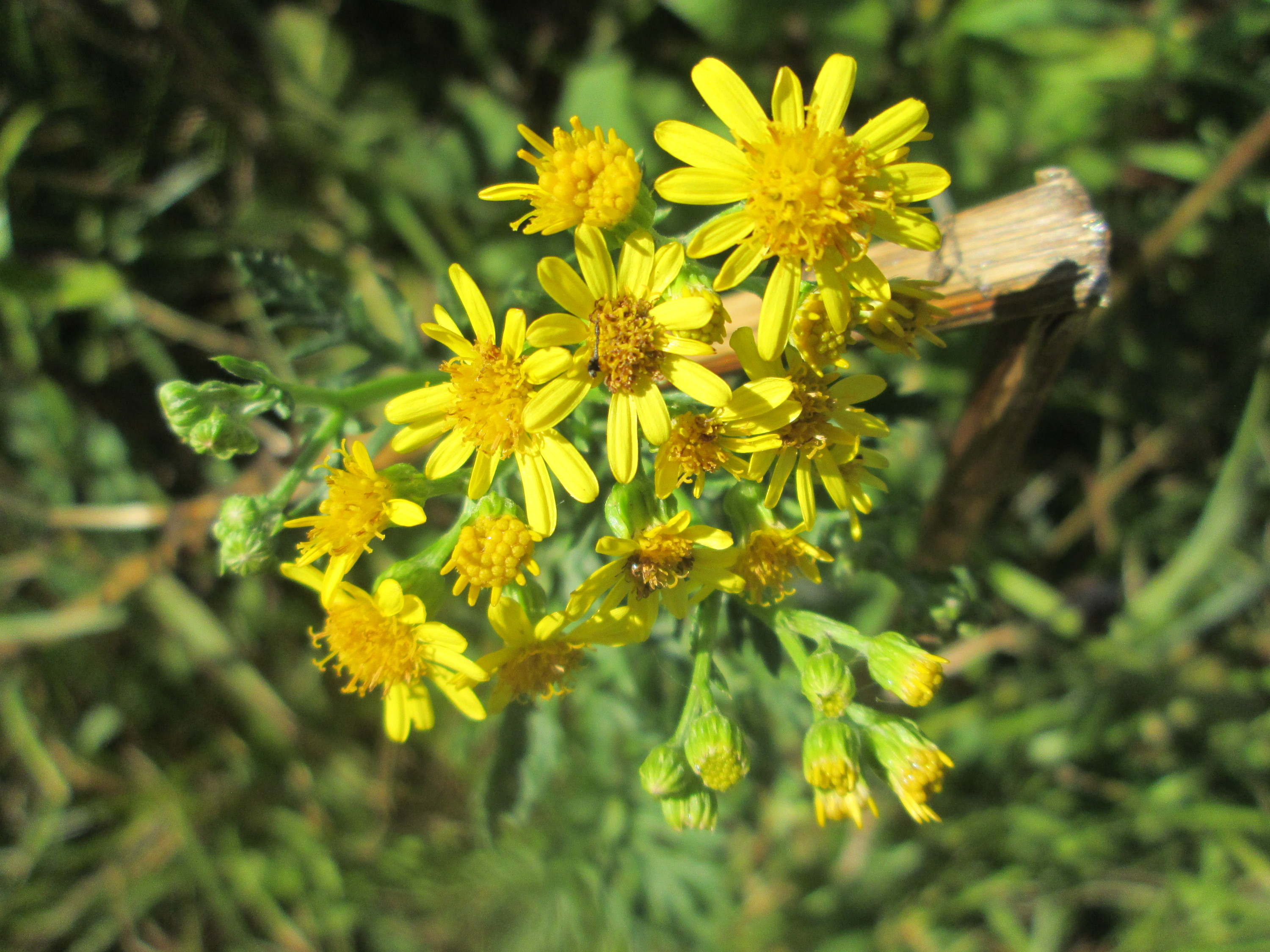
Jacobaea erucifolia

## F
- Jacobaea ferganensis (Schischk.) B.Nord. & Greuter

## G
- Jacobaea gallerandiana (Coss. & Durieu) Pelser
- Jacobaea gibbosa (Guss.) B.Nord. & Greuter
- Jacobaea gigantea (Desf.) Pelser
- Jacobaea gnaphalioides (Spreng.) Veldkamp
- Jacobaea grandidentata (Ledeb.) Vasjukov

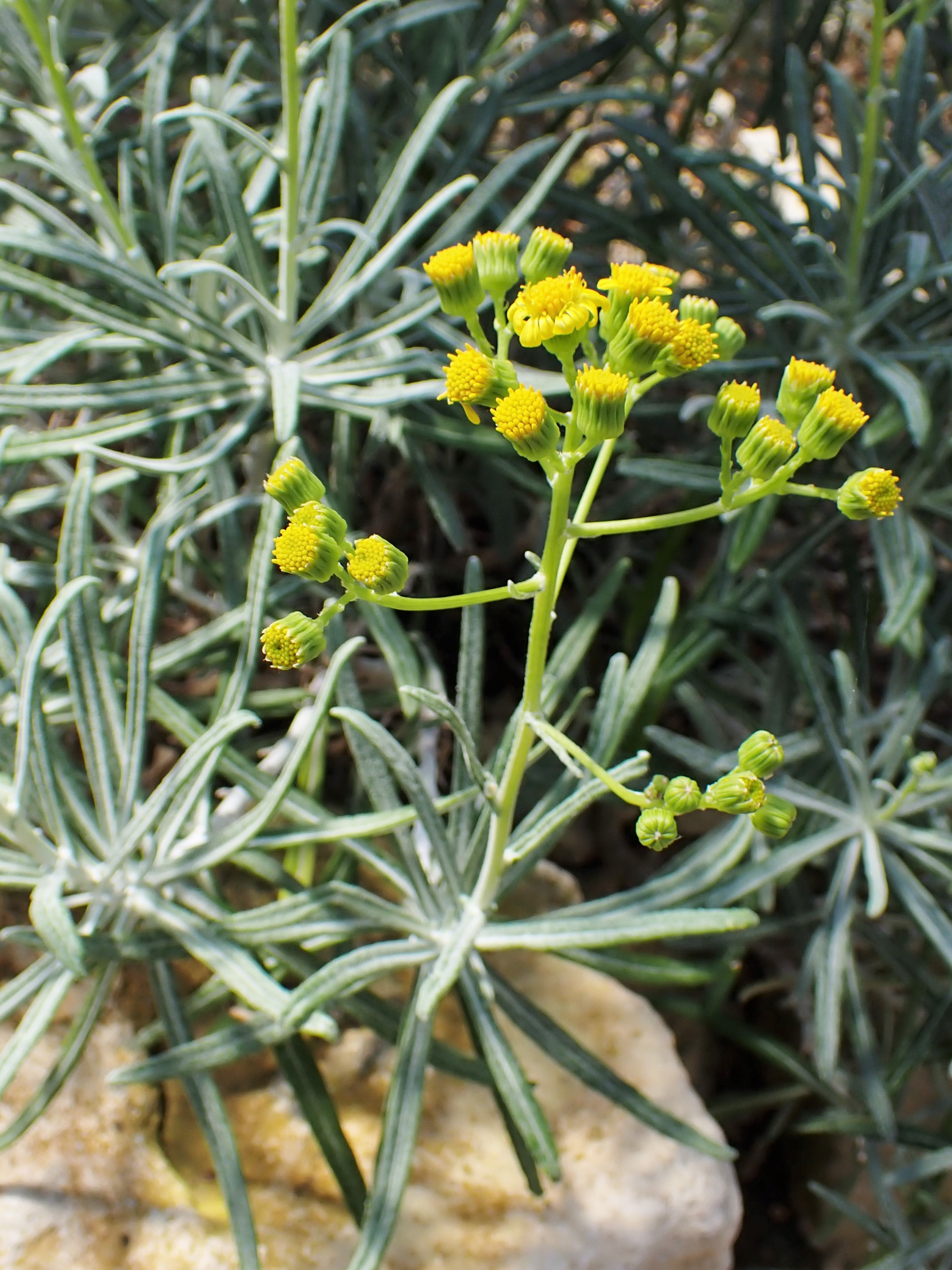
Jacobaea gnaphalioides

## I
- Jacobaea incana (L.) Veldkamp
- Jacobaea inops (Boiss. & Balansa) B.Nord.
- Jacobaea insubrica (Chenevard) Galasso & Bartolucci

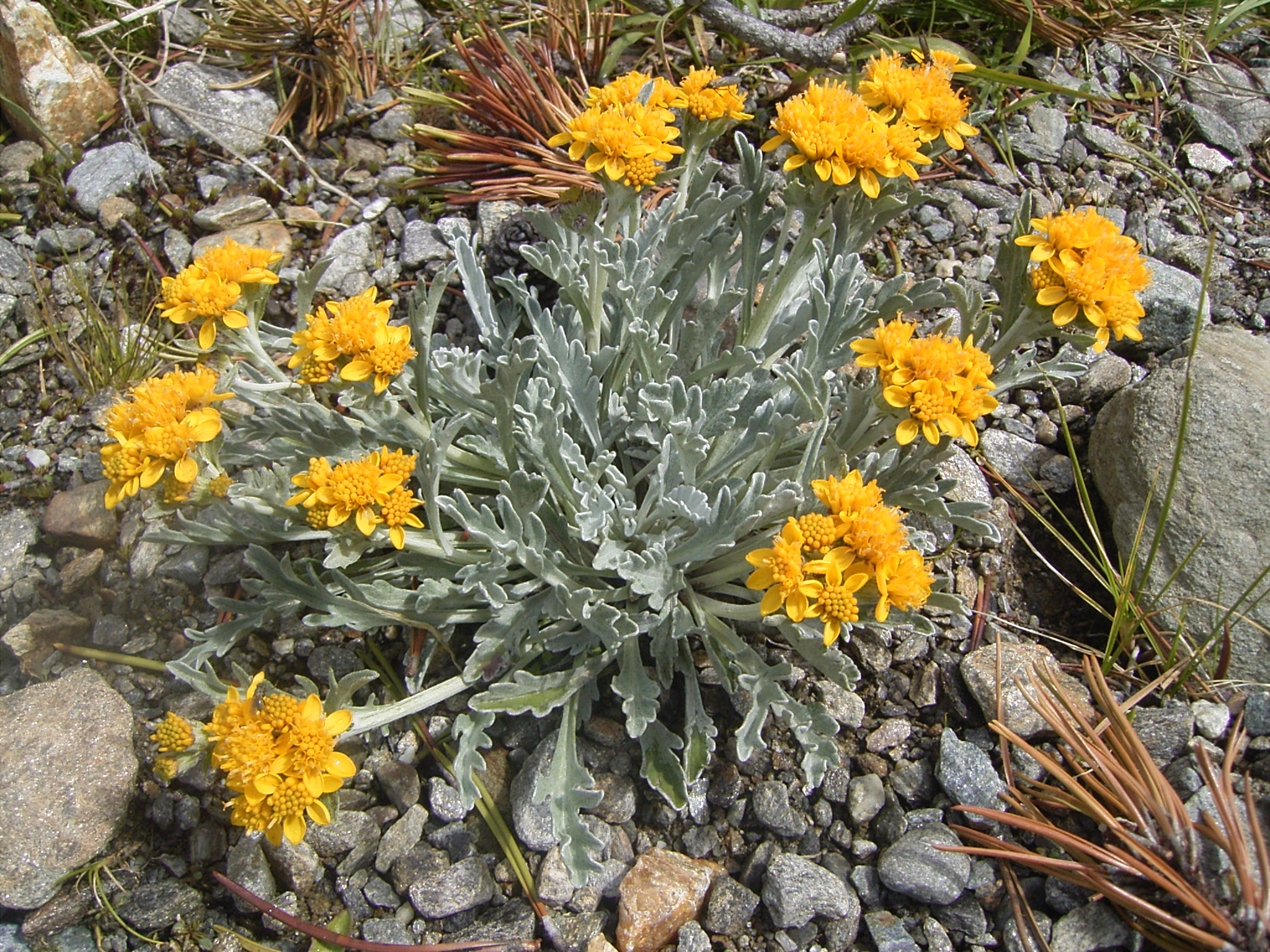
Jacobaea incana
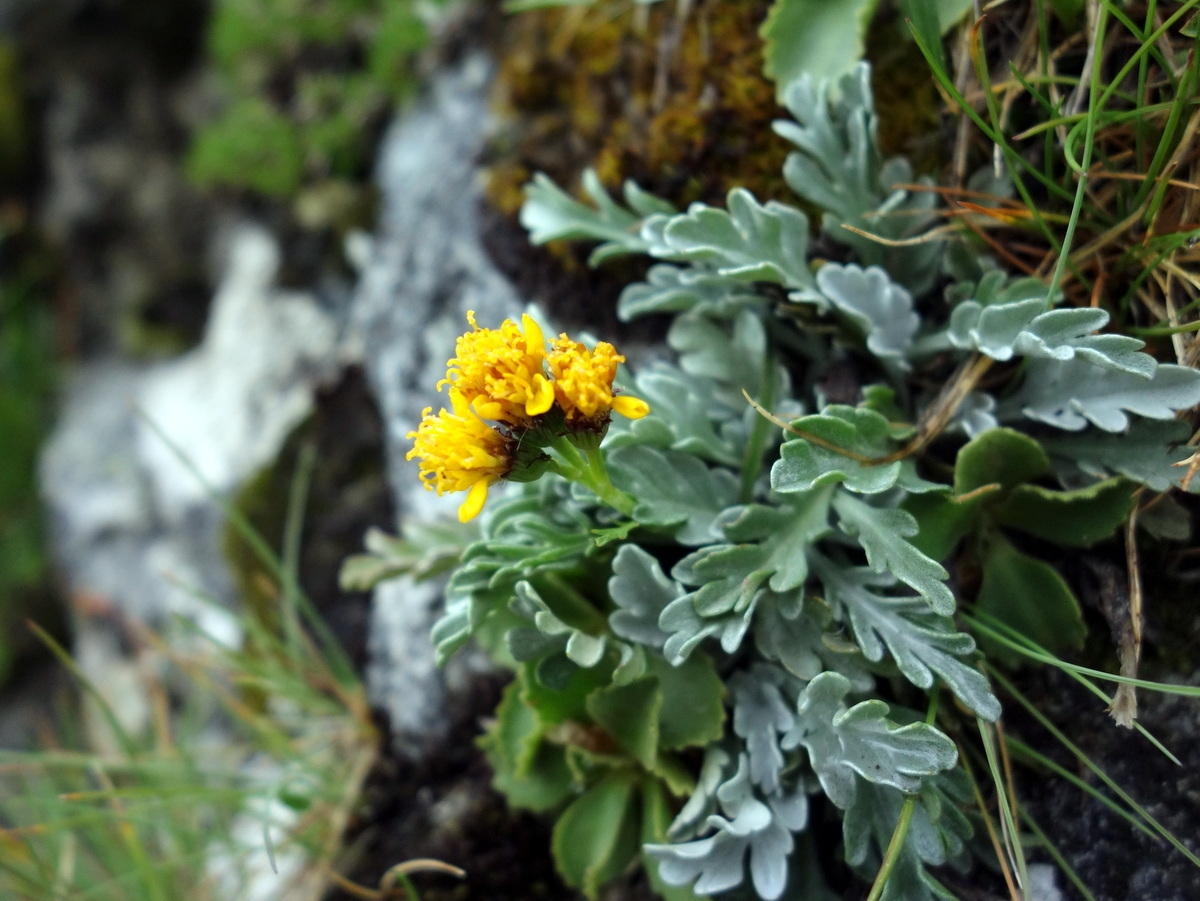
Jacobaea insubrica

## K
- Jacobaea korshinskyi (Krasch.) B.Nord.
- Jacobaea kuanshanensis (C.I Peng & S.W.Chung) S.S.Ying

## L
- Jacobaea leucophylla (DC.) Pelser
- Jacobaea litvinovii (Schischk.) Zuev
- Jacobaea lycopifolia (Desf. ex Poir.) Greuter & B.Nord.

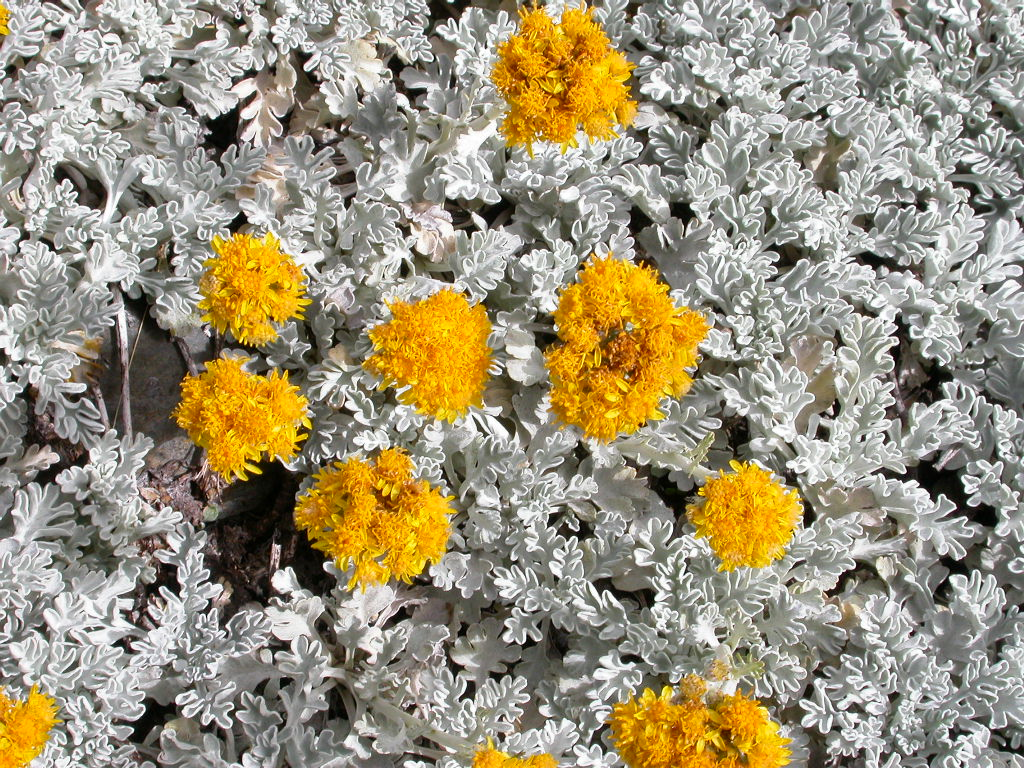
Jacobaea leucophylla

## M
- Jacobaea maritima (L.) Pelser & Meijden
- Jacobaea maroccana (P.H.Davis) Pelser
- Jacobaea minuta (Cav.) Pelser & Veldkamp
- Jacobaea mollis (Willd.) B.Nord.
- Jacobaea morrisonensis (Hayata) S.S.Ying
- Jacobaea mouterdei (Arènes) Greuter & B.Nord.
- Jacobaea multibracteolata (C.Jeffrey & Y.L.Chen) B.Nord.

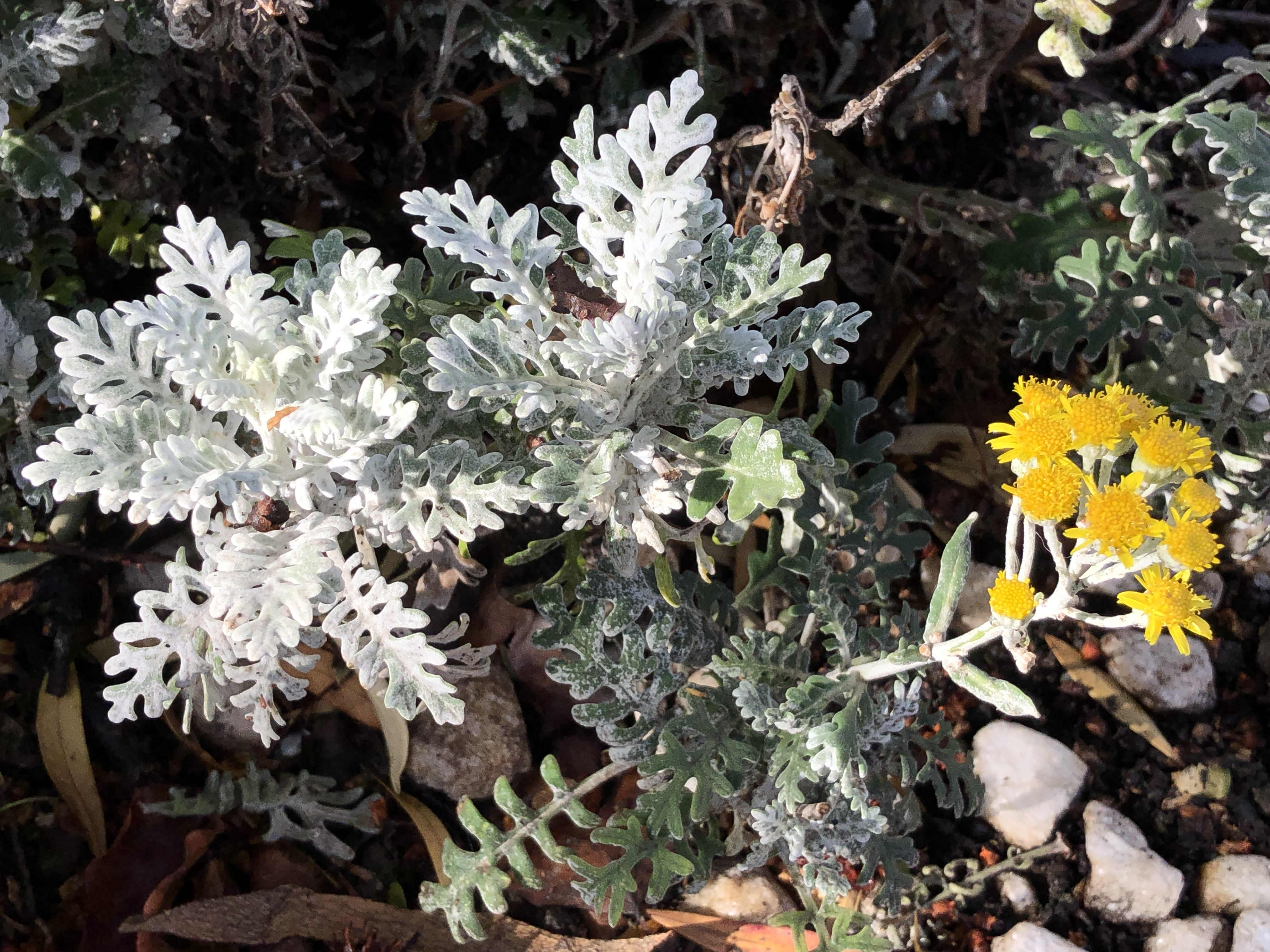
Jacobaea maritima

## N
- Jacobaea norica (Flatscher, Schneew. & Schönsw.) Galasso & Bartolucci
- Jacobaea nudicaulis (Buch.-Ham. ex D.Don) B.Nord.

## O
- Jacobaea ornata (Druce) Greuter & B.Nord.
- Jacobaea othonnae (M.Bieb.) C.A.Mey.

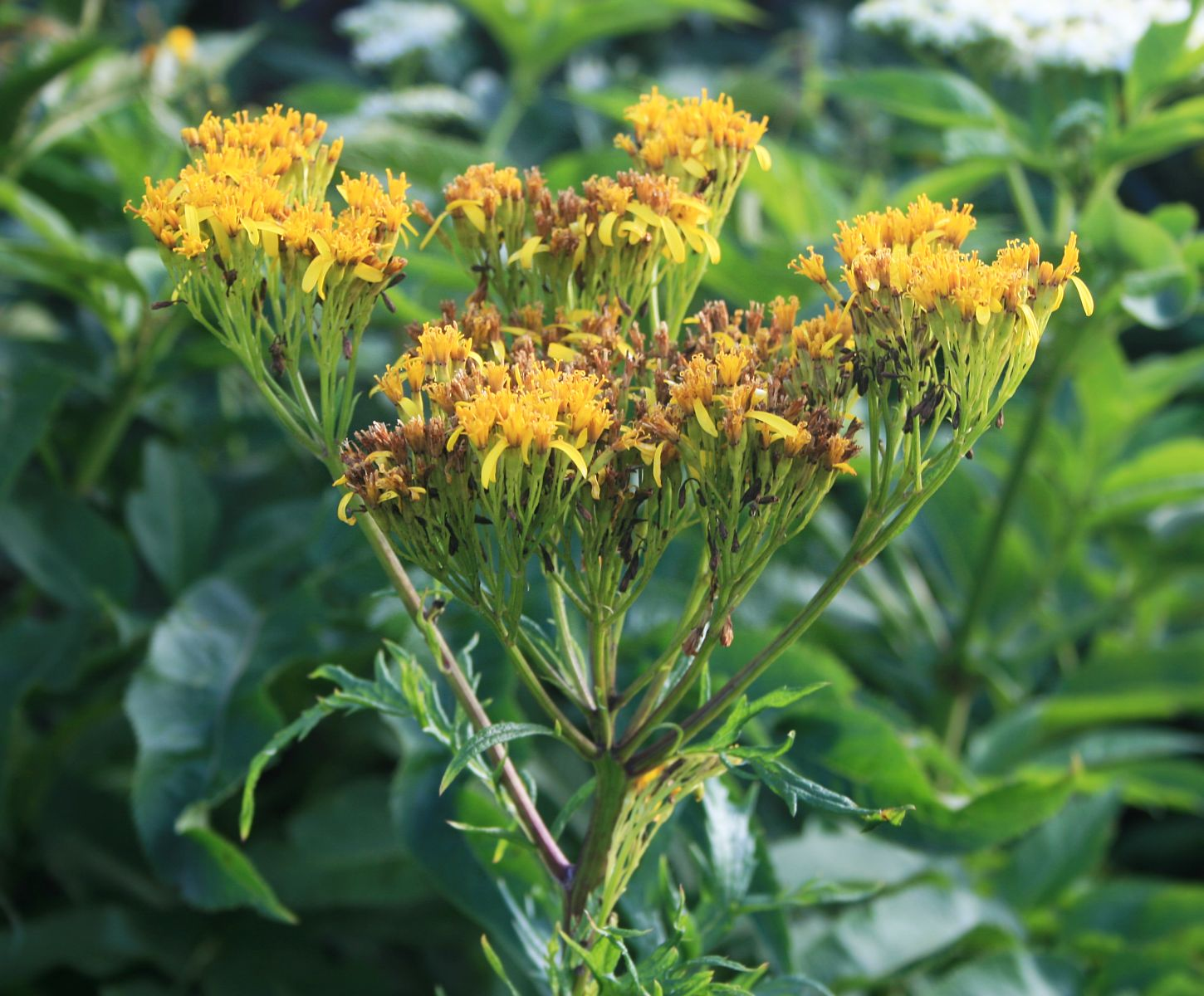
Jacobaea othonnae

## P
- Jacobaea paludosa (L.) G.Gaertn., B.Mey. & Scherb.
- Jacobaea pancicii (Degen) Vladimir. & Raab-Straube
- Jacobaea persoonii (De Not.) Pelser
- Jacobaea pseudoarnica (Less.) Zuev

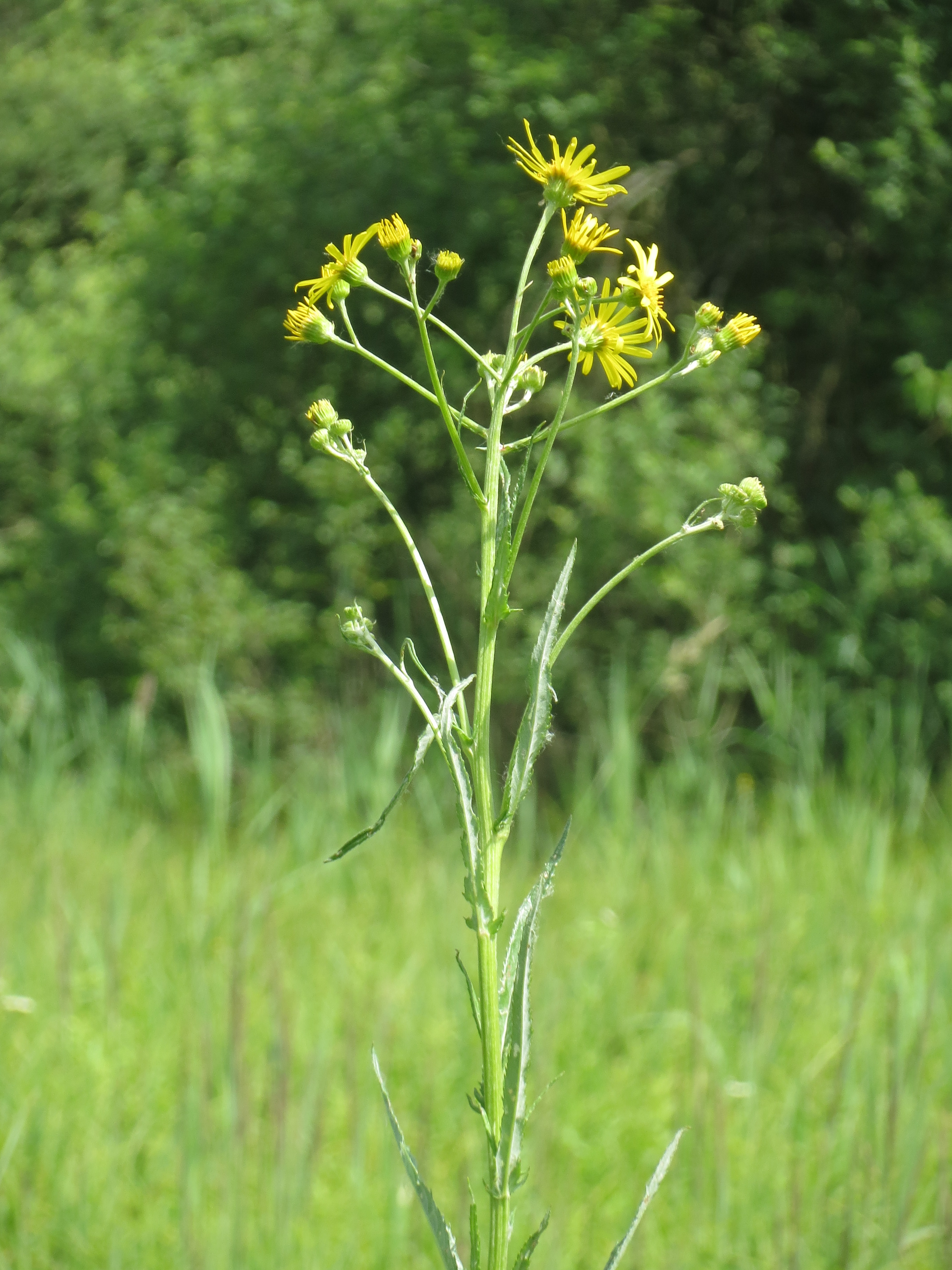
Jacobaea paludosa
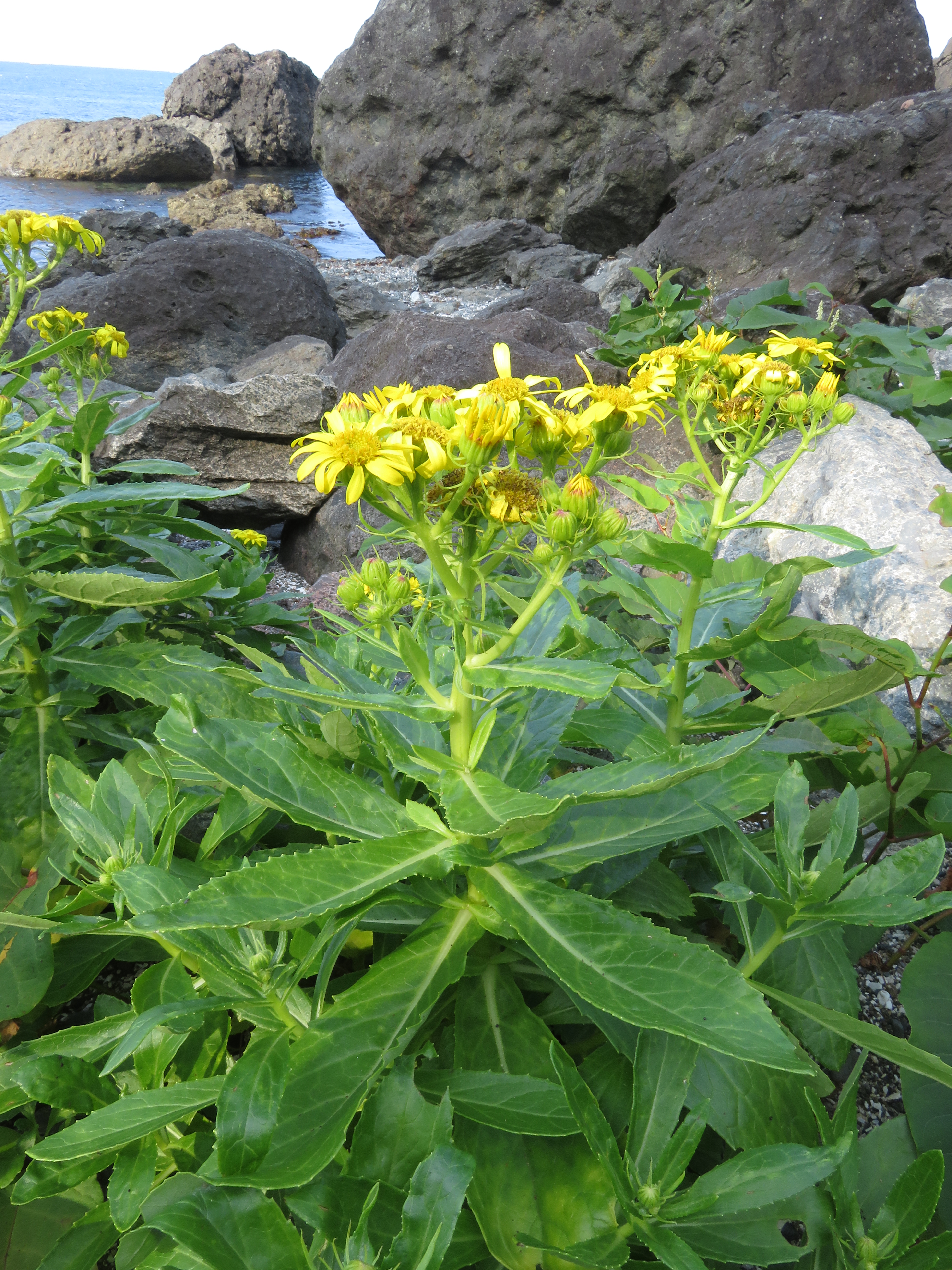
Jacobaea pseudoarnica

## R
- Jacobaea racemosa (M.Bieb.) Pelser
- Jacobaea racemulifera (Pavlov) C.Ren & Q.E.Yang
- Jacobaea raphanifolia (Wall. ex DC.) B.Nord.
- Jacobaea renardii (C.Winkl.) B.Nord.

## S
- Jacobaea sandrasica (P.H.Davis) B.Nord. & Greuter
- Jacobaea schischkiniana (Sofieva) B.Nord. & Greuter
- Jacobaea subalpina (W.D.J.Koch) Pelser & Veldkamp

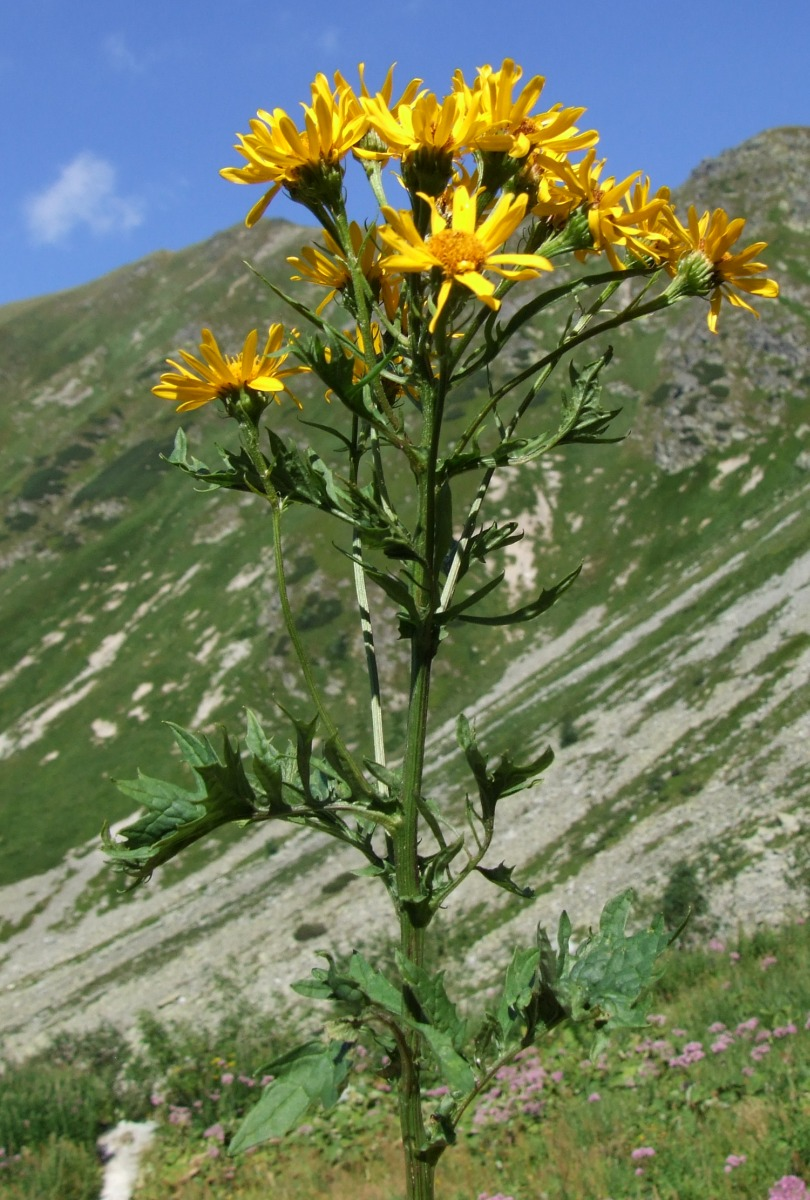
Jacobaea subalpina

## T
- Jacobaea tarokoensis (C.I Peng) S.S.Ying
- Jacobaea taurica (Konechn.) Mosyakin & Yena
- Jacobaea thuretii (Briq. & Cavill.) B.Bock
- Jacobaea tibetica (Hook.f.) B.Nord.
- Jacobaea trapezuntina (Boiss.) B.Nord.

## U
- Jacobaea uniflora (All.) Veldkamp

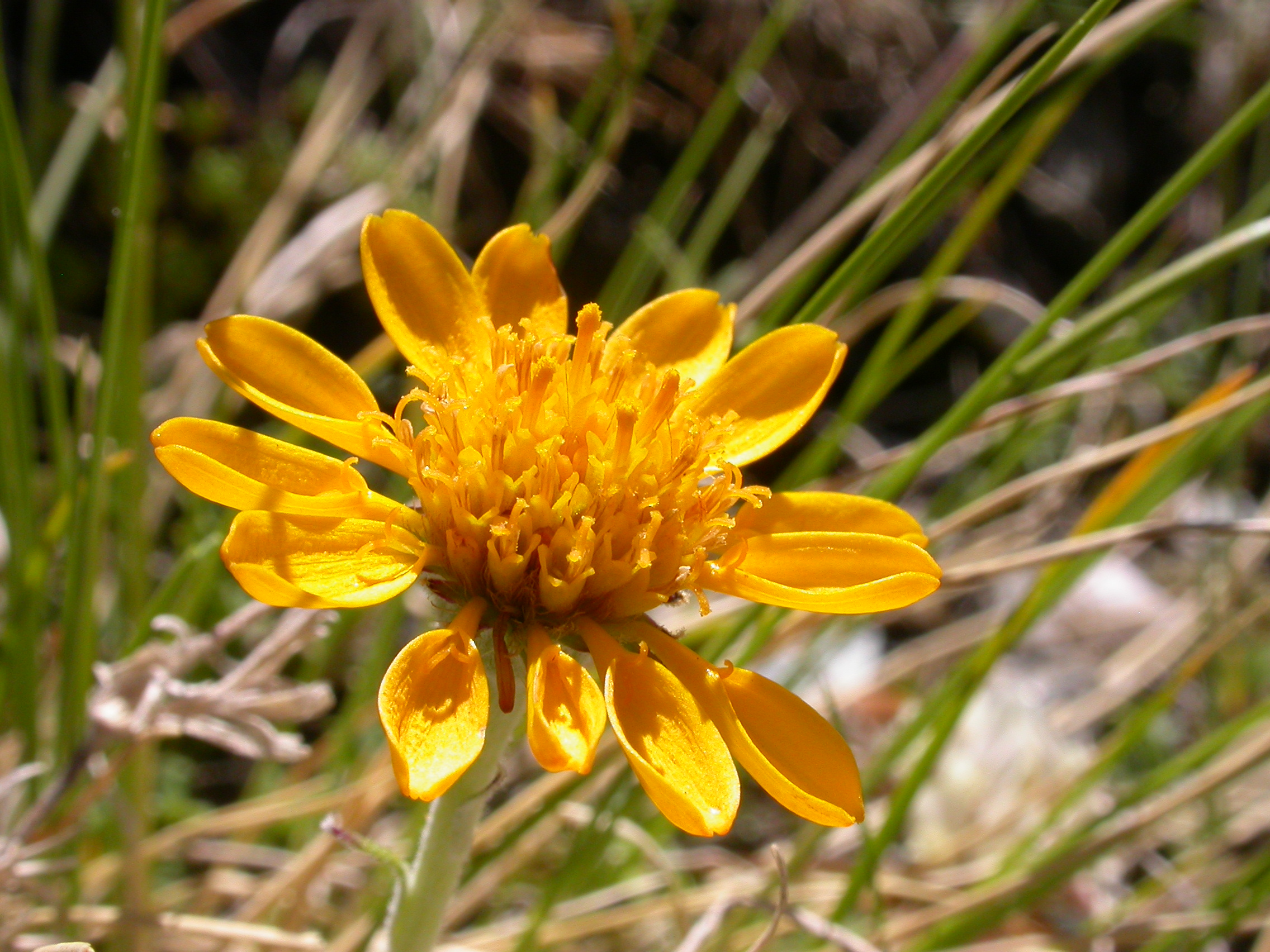
Jacobaea uniflora

## V
- Jacobaea vulgaris  Gaertn.

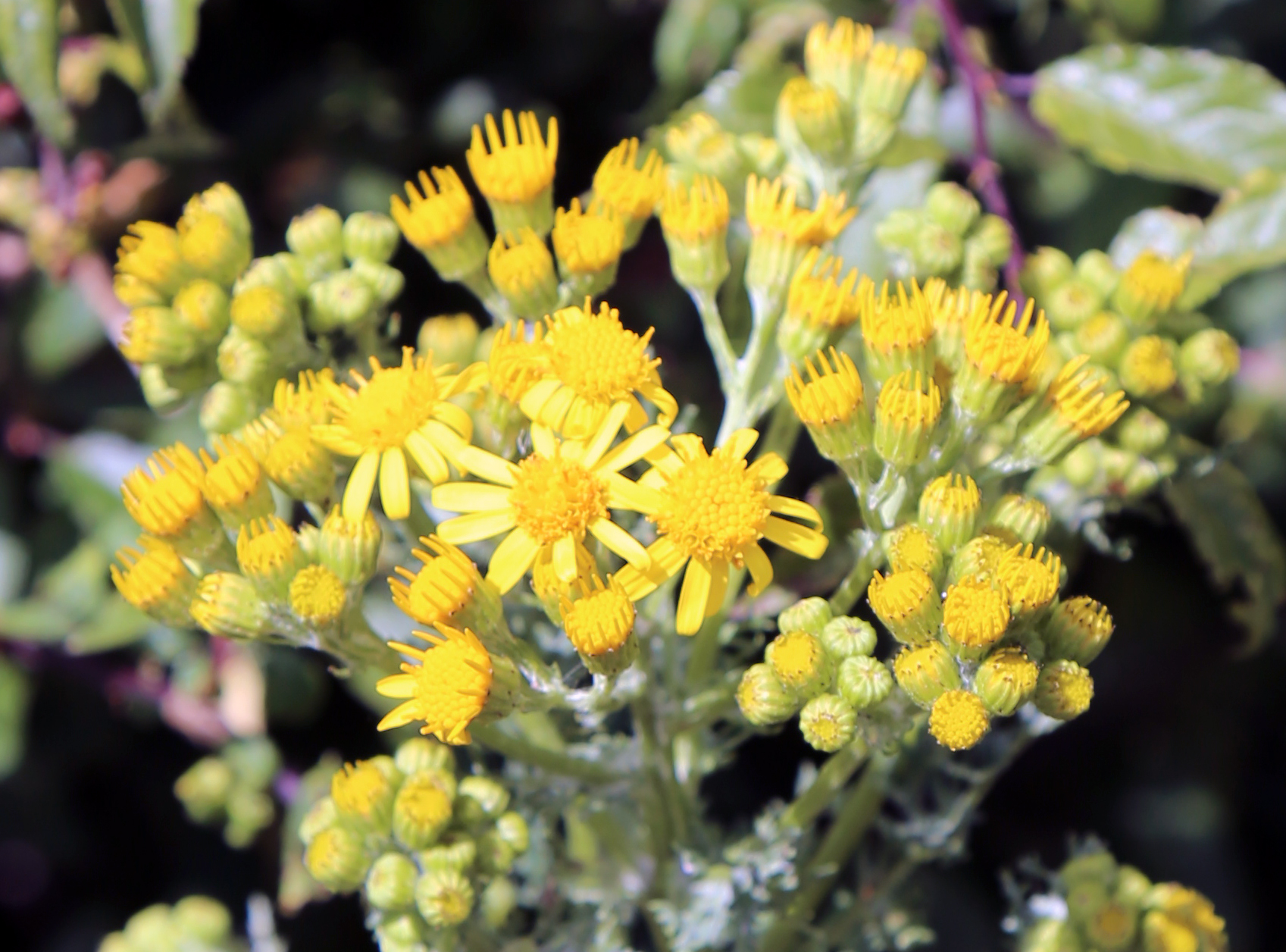
Jacobaea vulgaris